# Hisatake Shibuya
Hisatake Shibuya grundlagde ESP i 1975. ESP er i dag blandt de største leverandører af guitarer til heavy metal-genren, bl.a. for bands som Metallica og Rammstein.